# Karl von Frisch

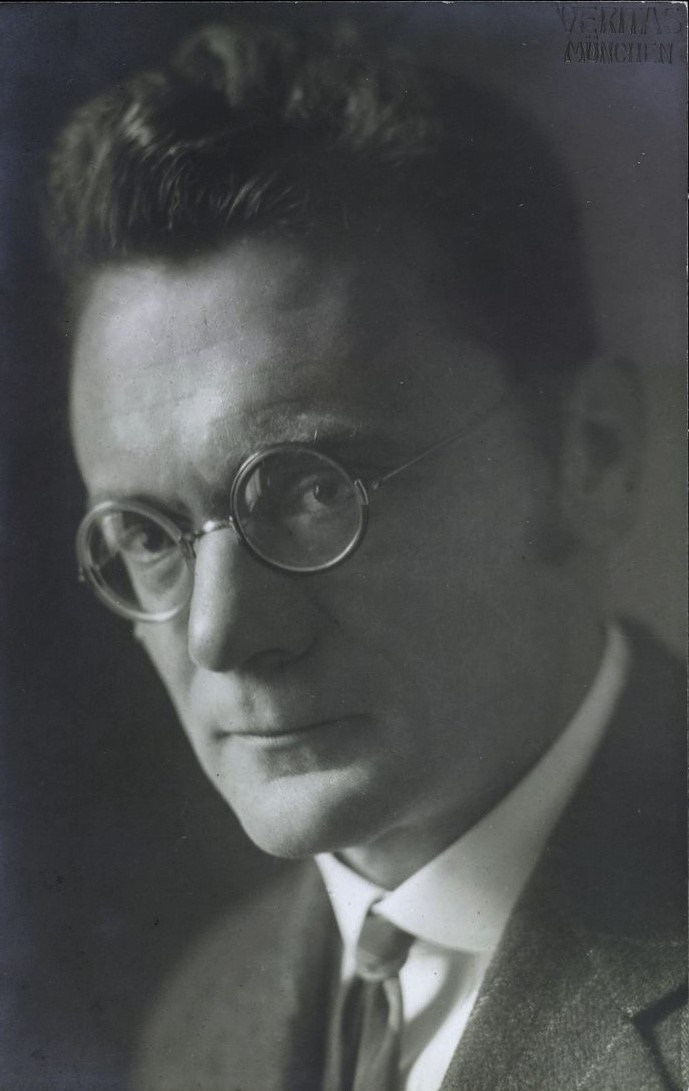
Karl von Frisch, 1916

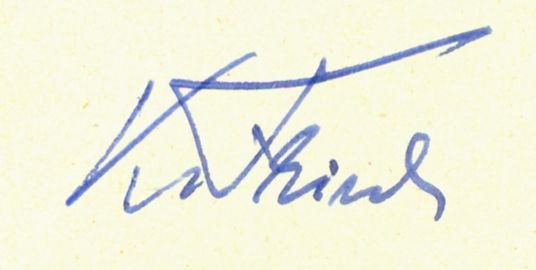
Unterschrift von Karl von Frisch

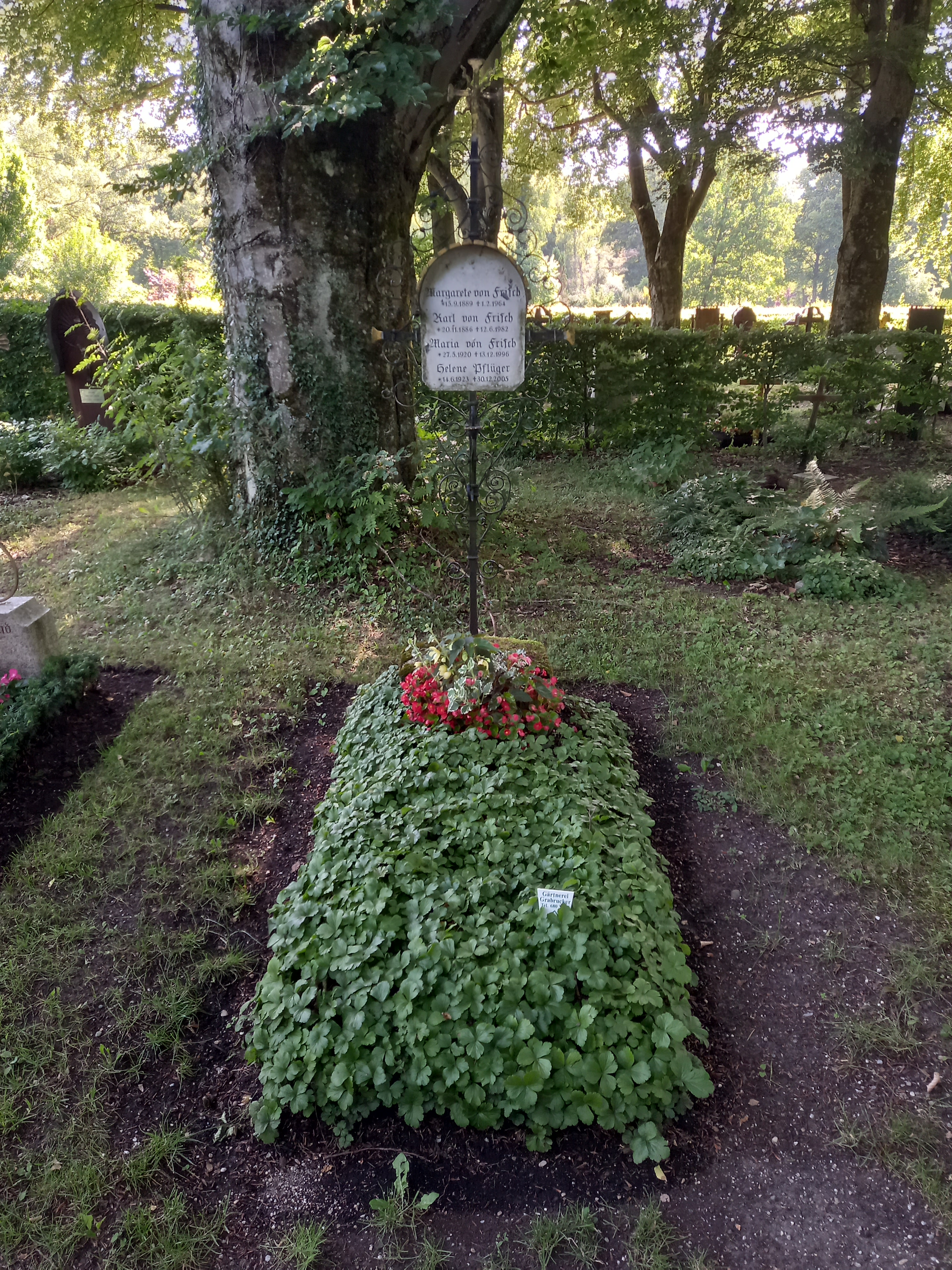
Das Grab von Karl von Frisch und seiner Ehefrau Margarete geborene Mohr auf dem Friedhof am Perlacher Forst in München

Karl Ritter von Frisch (* 20. November 1886 in Wien; † 12. Juni 1982 in München) war ein österreichisch-deutscher Zoologe und Verhaltensforscher.
Karl von Frisch war langjähriger Professor an der Ludwig-Maximilians-Universität München und er gilt als einer der bedeutendsten deutschsprachigen Verhaltensforscher. Im Zentrum seines Schaffens stand die Erforschung der Sinneswahrnehmungen der Honigbiene und der Art und Weise der Verständigung dieser Tiere untereinander. Für seine Leistungen wurde er 1973 gemeinsam mit Konrad Lorenz und Nikolaas Tinbergen mit dem Nobelpreis für Physiologie oder Medizin geehrt. Mit der Auszeichnung wurden „ihre Entdeckungen zur Organisation und Auslösung von individuellen und sozialen Verhaltensmustern“ gewürdigt.

## Leben
Karl von Frisch war ein Enkel des 1877 geadelten Generalstabsarztes Anton Ritter von Frisch (1811–1886). Er war jüngster von vier Söhnen des Chirurgen und Urologen Anton Ritter von Frisch (1849–1917) und seiner Frau Marie von Frisch geb. Exner. Die drei älteren Brüder, darunter der Jurist Hans von Frisch, wurden ebenfalls Universitätsprofessoren. Nach seiner Schulzeit am Schottengymnasium und der 1905 bestandenen Matura studierte er zunächst Medizin, wechselte aber nach fünf Semestern zur Zoologie und studierte in München ab 1908 bei Richard von Hertwig. 1909 kehrte er nach Wien zurück und arbeitete bei Hans Leo Przibram an der Biologischen Versuchsanstalt, wo er mit Ueber die Beziehungen der Pigmentzellen in der Fischhaut zum sympathischen Nervensystem 1910 zum Dr. phil. promoviert wurde. Im selben Jahr ging er als Assistent von Hertwig an das Zoologische Institut der Ludwig-Maximilians-Universität München, wo er sich 1912 mit Über farbige Anpassungen bei Fischen habilitierte und Privatdozent für Zoologie und vergleichende Anatomie wurde. Während des Ersten Weltkriegs war er 1914 bis 1919 am Rudolfinerhaus in Wien medizinisch und bakteriologisch tätig. 1919 wurde er, wieder in München bei Hertwig, zum a. o. Professor ernannt.

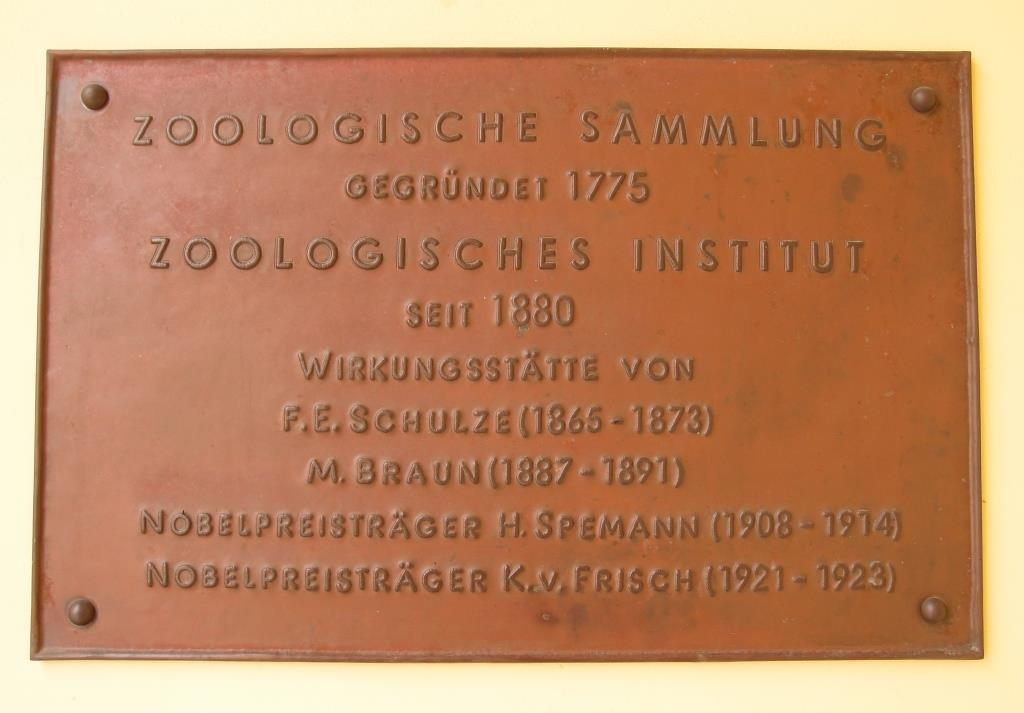
Gedenktafel für Karl von Frisch in Rostock

1921 ging von Frisch als Ordinarius für Zoologie und Institutsdirektor an die Universität Rostock. 1923 folgte er einem Ruf nach Breslau, kehrte dann aber 1925 an die Universität München zurück, wo er die Leitung des Zoologischen Instituts übernahm. 1924 gründete er zusammen mit Alfred Kühn die Zeitschrift für vergleichende Physiologie, die seit 1972 als Journal of Comparative Physiology erscheint. Mit Unterstützung der Rockefeller Foundation gelang es ihm, 1931/32 ein neues zoologisches Institut in München zu errichten (dieses wurde allerdings inzwischen abgerissen). Während des Dritten Reiches war es für Karl von Frisch schwierig, seine Stelle zu behalten, insbesondere da er eine jüdische Großmutter hatte und nicht aktiv mit dem Nationalsozialismus kooperierte. Die US-Wissenschaftshistorikerin Tania Munz bezeichnete Frisch als „grundsätzlich eher unpolitisch“. Er setzte sich für die Freilassung von im KZ Dachau inhaftierten polnischen Akademikern ein. Erst nachdem er mit Untersuchungen über die Nosemose und mit Untersuchungen zur Steigerung der Honigproduktion eine wissenschaftliche Tätigkeit aufgenommen hatte, die für die Ernährung der Bevölkerung von Bedeutung war, wurde er unbehelligt an seinem Arbeitsplatz belassen. Auf der anderen Seite war Frisch nach Klaus Taschwer ein Befürworter der NS-Eugenik. So rechtfertigte er in seinem Buch "Du und das Leben", dessen wenig bekannter Schlussabschnitt in späteren Auflagen gestrichen wurde, auch das 1934 in Kraft getretene "Gesetz zur Verhütung erbkranken Nachwuchses" und das Rassenpolitische Amt.
In den Jahren 1941 bis 1945 war der österreichische Meeresforscher und Zoologe Hans Hass ein häufiger Gast bei Frisch. In ihren Gesprächen tauschten sie sich über ihre Beobachtungen hinsichtlich der Verständigung von Fischen und der Aufgabe und Funktion ihres Seitenlinienorganes aus. Hass interessierte sich außerdem für seine Entdeckung des Schreckstoffes bei Fischen. Eventuell ließe sie sich zur Abwehr von Haien einsetzen.
Nach weitgehender Zerstörung des Münchner Zoologischen Instituts im Zweiten Weltkrieg ging er 1946 an die Karl-Franzens-Universität Graz, wo er am 7. November seine Antrittsvorlesung hielt, bis er 1950 nach Wiedereröffnung des Münchner Instituts dorthin zurückkehrte. 1958 wurde er emeritiert, setzte aber auch in der Folgezeit seine wissenschaftlichen Forschungen fort.
Karl von Frisch war mit Margarete, geb. Mohr, verheiratet; sein Sohn, Otto von Frisch, war von 1977 bis 1995 Direktor des Staatlichen Naturhistorischen Museums Braunschweig und Präsentator der 1970er-Fernsehserie Paradiese der Tiere.
Zu seinen bekanntesten Schülern zählen Martin Lindauer, Karl Daumer und Maximilian Renner, die seine Forschungen weiterführten.
Der umfangreiche Nachlass befindet sich in der Bayerischen Staatsbibliothek. 
Die Grabstätte von Karl von Frisch befindet sich auf dem Friedhof am Perlacher Forst im Münchener Stadtteil Obergiesing-Fasangarten.

## Werk

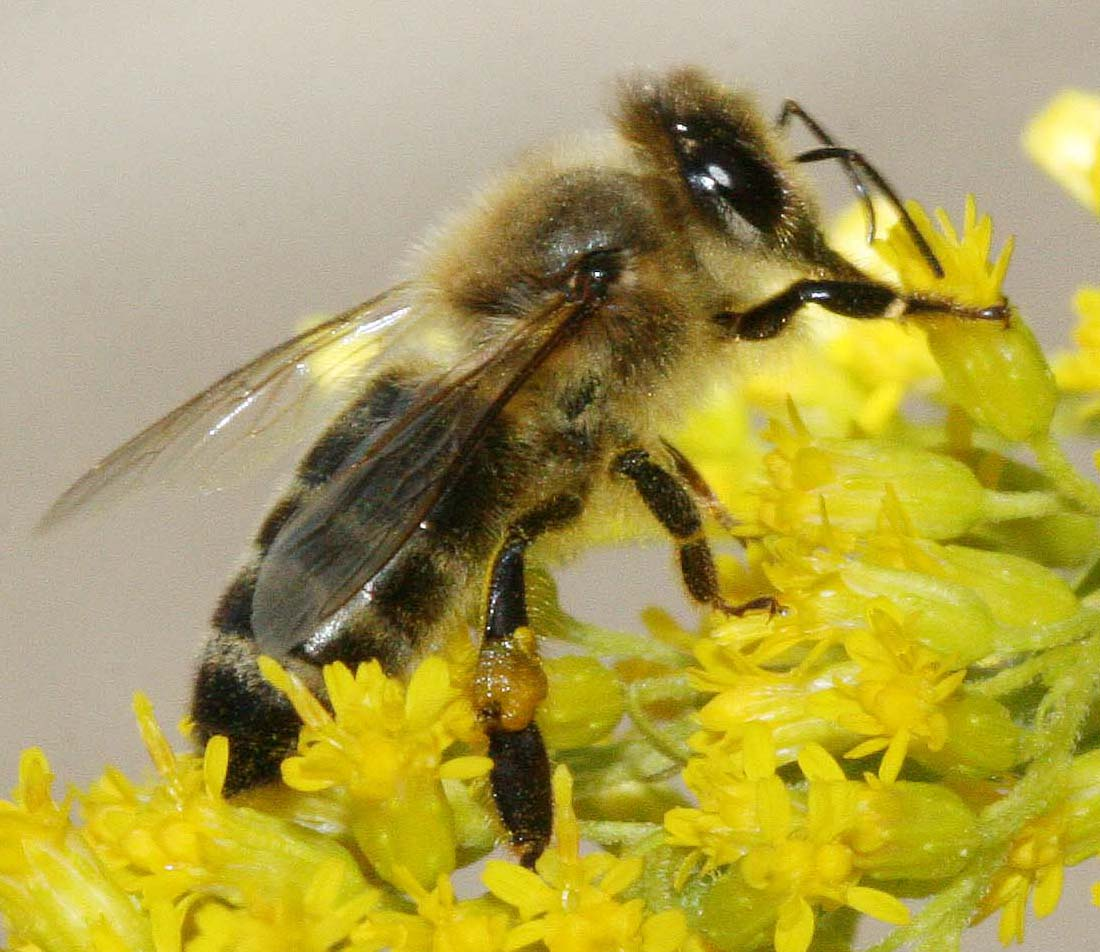
Kärntner Biene auf der Goldrute

Karl von Frisch wurde vor allem bekannt durch seine Untersuchungen an der Westlichen Honigbiene (Apis mellifera carnica), er machte aber auch bedeutende Entdeckungen an anderen Tieren, vor allem an verschiedenen Fischen.

### Arbeiten über Fische
Karl von Frisch gelang, zusammen mit seinem Schüler Hans Stetter, der Nachweis des Hörvermögens der Fische und die Entdeckung eines Schreckstoffes in der Haut der Fische. Er hat als Erster nachgewiesen, dass auch Fische Farben sehen können, was lange umstritten war.

### Erkenntnisse über Bienen

#### Der Geruchssinn
Frisch fand heraus, dass Bienen verschiedene blühende Pflanzen am Geruch unterscheiden können. Erstaunlicherweise ist ihre Empfindlichkeit für die Geschmacksempfindung „süß“ nur wenig stärker ausgeprägt als beim Menschen. Durch die feste Kopplung des Geruchssinns an den Tastsinn hielt Karl von Frisch eine räumliche Geruchswahrnehmung der Biene für möglich.

#### Die visuelle Wahrnehmung
Das räumliche Auflösungsvermögen des Facettenauges der Biene ist dem eines Linsenauges stark unterlegen. Das Facettenauge ist aber durch ein sehr hohes zeitliches Auflösungsvermögen (schnellere Lichtreaktion der Photorezeptoren) besonders gut geeignet, Bewegungen wahrzunehmen.
Die Farbwahrnehmung der Bienen ist mit der des Menschen vergleichbar, aber vom Rot weg zum Ultravioletten hin verschoben. Daher können sie die Farbe Rot nicht von Schwarz (farblos) unterscheiden. Die Farben Weiß, Gelb, Blau und Violett können jedoch unterschieden werden. Farbpigmente, die UV-Anteile reflektieren können, erweitern das Spektrum der differenzierbaren Farben um zwei weitere. Mehrere Blüten, die dem Menschen im gleichen Gelb erscheinen, können für Bienen wegen des verschiedenen Ultraviolettanteils unterschiedlich gefärbt (mehrfarbig gemustert) erscheinen.

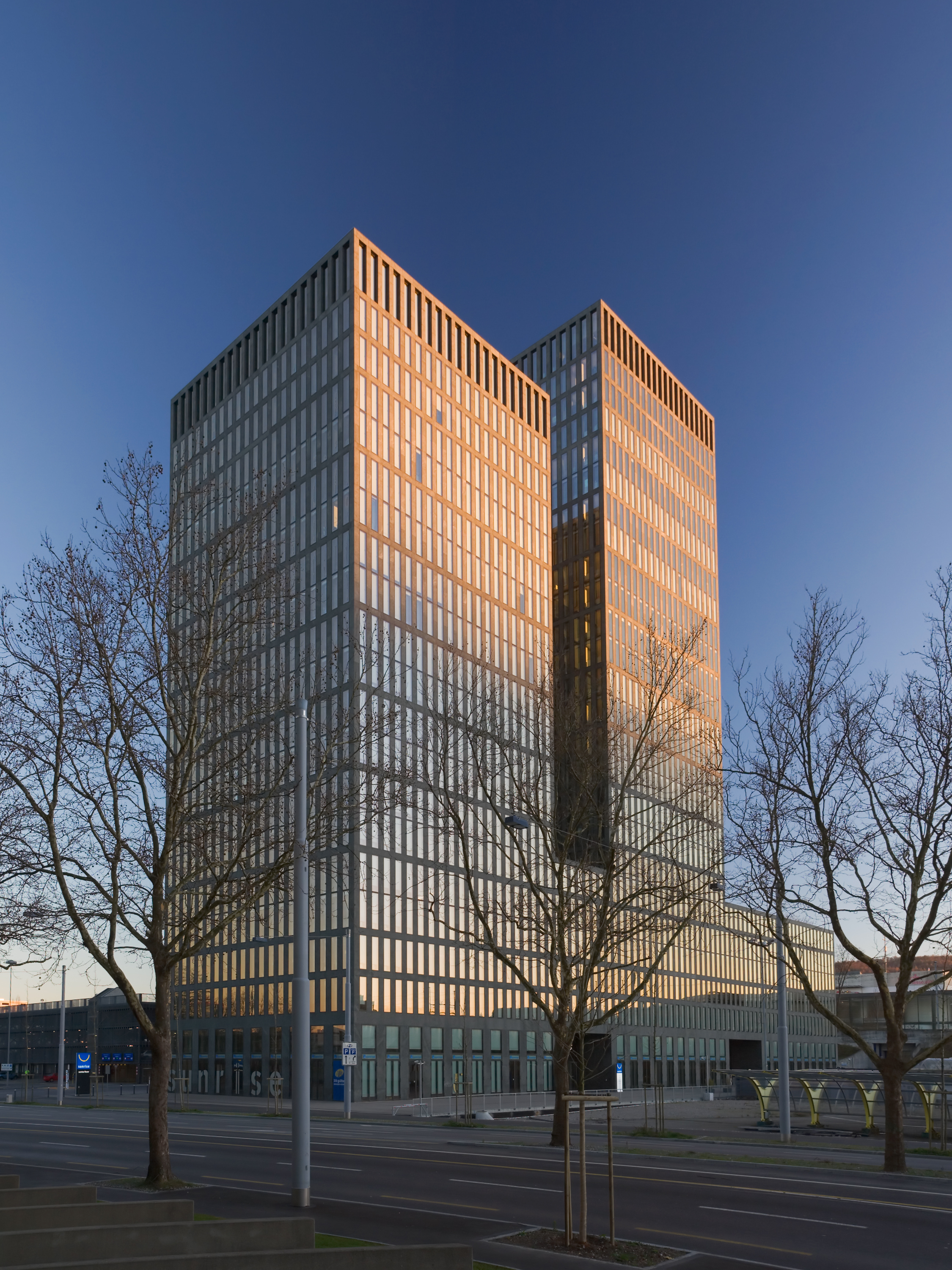
Ein genau im rechten Winkel zur Sonne aufgenommenes Bild mit Polarisationsfilter und Weitwinkelobjektiv vermittelt einen Eindruck vom Polarisationsmuster des Himmels: In der Mitte ist der Himmel am dunkelsten, gegen beide Seitenränder wird er heller.

#### Das Orientierungsvermögen
Bedeutend sind die Untersuchungen über das Orientierungsvermögen der Bienen. Karl von Frisch fand heraus, dass Bienen die gewünschte Himmelsrichtung auf drei verschiedene Weisen erkennen können: die Sonne, das Polarisationsmuster des blauen Himmels sowie das Erdmagnetfeld, wobei sie die Sonne als führenden Kompass benutzen und die Alternativen unter den besonderen Bedingungen der bewölkten Sonne oder der Dunkelheit des Bienenstockes anwenden.
- Die Variation des Sonnenstandes im Tagesverlauf konnte Karl von Frisch als Orientierungshilfe der Bienen nachweisen. Sie verwenden diese Fähigkeit, um im dunklen Bienenstock eine vergleichbare Information über den Zeitverlauf, wie sie vom Sonnenstand her bekannt ist, zu erlangen. Dies ermöglicht den Bienen, die Richtungsangabe im Schwänzeltanz stets aktuell zu halten, ohne bei längeren Tanzphasen einen Abgleich mit der Sonne herstellen zu müssen. Dies ergibt nicht nur eine alternative Richtungs-, sondern auch eine zusätzliche Zeitinformation.
- Die Biene erkennt das Polarisationsmuster durch je einen UV-Rezeptor in jedem Facettenauge und einen UV-Filter, der in jedem Auge verschieden orientiert ist. Durch Streulicht am blauen Himmel entsteht ein für den Menschen nicht sichtbares charakteristisches Muster teilweise polarisierten Lichts, das vom Stand der Sonne abhängig ist. Hier reicht ihr ein kleines Stückchen blauen Himmels, um das sich ebenfalls im Tagesverlauf verändernde Muster zu erkennen. Dies gibt nicht nur eine Richtungs-, sondern auch eine Zeitinformation.
- Zusätzlich hilft der Magnetsinn den Bienen bei der Orientierung.

Die Biene verfügt demnach über eine innere Uhr mit drei verschiedenen Synchronisations- oder Taktmechanismen.
Kennt die Biene von einem Ausflug am Morgen die Richtung eines Futterplatzes, findet sie dessen Standort anhand des Sonnenstandes auch am Nachmittag, ebenso wie die genaue Zeit, zu der diese Quelle Futter spendet.

#### Räumliche Orientierung beim Wabenbau
Die Bienenwaben (z. B. die neuen Waben eines Schwarms) werden nach Karl von Frisch auf der Basis des Magnetsinns in der gleichen Richtung ausgebaut wie im Heimatstock des Schwarms. Im Experiment konnten sogar kreisförmig deformierte Waben nachgewiesen werden.
Die stets lotrechte Ausrichtung des Wabenbaus führt Karl von Frisch auf die Fähigkeit der Bienen zurück, die Vertikale durch den Kopf und das daraus gebildete Pendel im Zusammenspiel mit einem Kranz aus Sinneszellen im Halsbereich zu erkennen.

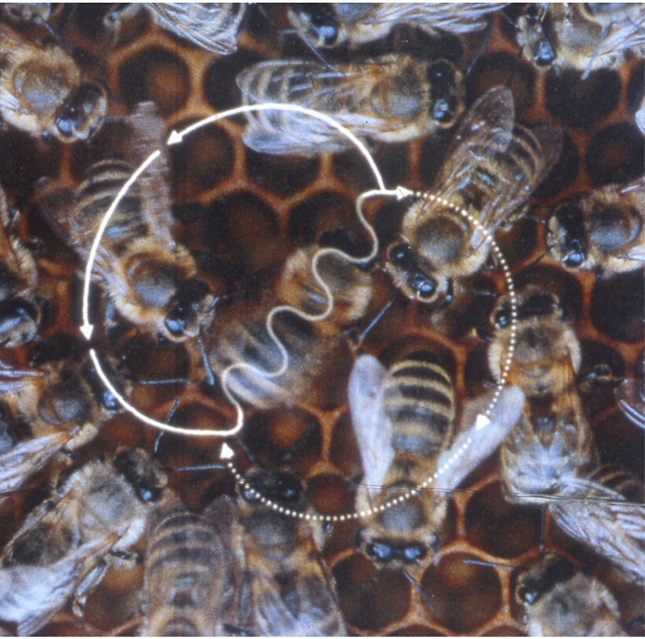
Schwänzeltanz

#### Die Tanzsprache
Erkenntnisse über gefundene Futterplätze können von Biene zu Biene weitergegeben werden. Hierzu dient als Verständigungsmittel eine besondere Tanzsprache. Die Tänze treten in zwei Formen auf: Rundtanz und Schwänzeltanz.
- Der Rundtanz dient als Information, dass sich die Futterstelle (ohne Richtungsangabe) im näheren Umkreis des Bienenstocks befindet, etwa im Abstand von 50 bis 100 Metern. Durch nahen Kontakt der Bienen werden dabei auch Informationen über die Art der Nahrungsquelle (Blütenduft) übergeben.
- Für Informationen über entferntere Nahrungsquellen wird hingegen der Schwänzeltanz benutzt. Dabei bewegt sich die tanzende Biene auf der senkrecht hängenden Wabe im Bienenstock ein Stück geradeaus, läuft dann im Halbkreis zum Ausgangspunkt zurück, läuft dieselbe Strecke wieder gerade aus und beschreibt dann einen Halbkreis zur anderen Seite hin, worauf der Tanz wieder von vorn beginnt. Auf der geraden Strecke führt die Biene mit dem Hinterleib schwänzelnde Bewegungen aus. Die Richtung, in der die gerade Strecke durchlaufen wird, enthält die Information über die Richtung der Futterquelle. Dabei gibt der Winkel, den die gerade Strecke zur Senkrechten bildet, genau den Winkel an, den die angezeigte Flugrichtung mit dem Stand der Sonne bildet. Die Entfernung der Futterquelle wird durch die Schnelligkeit des Tanzes mitgeteilt, also durch die Zahl der Durchläufe der geraden Strecke pro Zeitspanne. Die anderen Bienen nehmen die Informationen auf, indem sie während des Tanzes engen Kontakt zu der tanzenden Biene halten und deren Bewegungen nachvollziehen. Dabei erhalten sie auch über den Geruchssinn Informationen über das dort zu findende Sammelgut (Futterart, Pollen, Propolis und Wasser) sowie dessen spezifischen Eigenschaften.

Die Orientierung funktioniert insgesamt so gut, dass die Bienen eine Futterquelle mit Hilfe des Schwänzeltanzes selbst dann finden, wenn sie wegen eines Hindernisses, etwa eines dazwischen liegenden Berges, einen Umweg fliegen müssen.
Die Erkenntnisse wurden von Karl von Frisch mehrheitlich mit der Bienenrasse Carnica erarbeitet. Versuche mit anderen Rassen ergaben eine rassenspezifische Ausprägung der Sprachelemente, sodass Entfernungs- und Richtungsangaben stark variieren.
Einen Gehörsinn konnte Karl von Frisch nicht nachweisen. Die sensible Wahrnehmung von Schwingungen wurde jedoch unterstellt und für Kommunikation beim Schwänzeltanz als gegeben angenommen. Die Bestätigung erfolgte erst später durch Jürgen Tautz, Würzburg.

### Populärwissenschaftliche Bücher
Karl von Frisch lag sehr daran, biologisches Verständnis und die Ergebnisse seiner Forschungen auch Laien nahezubringen. So entstanden die Bücher Tanzsprache und Orientierung der Bienen und –  mit neueren Forschungsergebnissen – Aus dem Leben der Bienen, Tiere als Baumeister, Zehn kleine Hausgenossen (erste Auflage 1940) bzw. Zwölf kleine Hausgenossen (1976), Du und das Leben – Eine moderne Biologie für Jedermann (erste Auflage 1936) und andere.

### Gedichte
Karl von Frisch hat auch eine Reihe von Gedichten publiziert. Als Beispiel wird ein Vierzeiler mit dem Titel Resignation aus dem Jahr 1967 zitiert:
Der Mensch in seinem Wissensdrang
Sinniert und forscht sein Leben lang,
Um dann verzichtend einzusehn:
Im Grunde kann er nichts verstehn.

## Auszeichnungen und Ehrungen
- 1921 Lieben-Preis
- 1928 Präsident der Deutschen Zoologischen Gesellschaft
- 1947 Mitglied der Akademie der Wissenschaften zu Göttingen
- 1935 Mitglied der Deutschen Akademie der Naturforscher Leopoldina – Nationale Akademie der Wissenschaften
- 1951 Mitglied der National Academy of Sciences
- 1952 Mitglied der American Academy of Arts and Sciences
- 1952 Orden Pour le Mérite
- 1956 Ehrenring der Stadt Wien
- 1956 Ehrenmedaille Magellanic Premium der American Philosophical Society[12]
- 1958 Kalinga-Preis für die Popularisierung der Wissenschaft
- 1959 Bayerischer Verdienstorden
- 1959 Auswärtiges Mitglied der Königlich Niederländischen Akademie der Wissenschaften
- 1960 Österreichisches Ehrenzeichen für Wissenschaft und Kunst
- 1962 Balzan-Preis für Biologie
- 1973 Nobelpreis für Physiologie oder Medizin (gemeinsam mit Konrad Lorenz und Nikolaas Tinbergen)
- 1974 Großes Bundesverdienstkreuz mit Stern und Schulterband
- 1981 Bayerischer Maximiliansorden für Wissenschaft und Kunst
- 1992 Der Asteroid (13977) Frisch wurde nach Karl von Frisch benannt.
- Ehrendoktor von einer Reihe von Universitäten, Ehrenmitglied von zahlreichen Akademien und wissenschaftlichen Gesellschaften

Die Karl-Ritter-von-Frisch-Medaille ist der bedeutendste Wissenschaftspreis der Zoologie in Deutschland. Im Gedenken an Karl von Frisch verleiht die Deutsche Zoologische Gesellschaft (DZG) im zweijährlichen Turnus diesen mit 10.000 Euro dotierten Preis an Wissenschaftler, deren Arbeiten sich durch hervorragende zoologische Leistungen und die Integration der Erkenntnisse mehrerer biologischer Einzeldisziplinen auszeichnen.
Siehe auch:
- Karl-von-Frisch-Abiturientenpreis
- Karl-von-Frisch-Gymnasium in Dußlingen (Landkreis Tübingen)
- Karl-Ritter-von-Frisch Gymnasium in Moosburg (Landkreis Freising)

## Schriften

Über die „Sprache“ der Bienen (1923)

- Der Farben- und Formensinn der Bienen. In: Zoologische Jahrbücher (Physiologie). Band 35, 1914–15, S. 1–188, Online in der Biodiversity Heritage Library.
- Über den Geruchssinn der Bienen und seine blütenbiologische Bedeutung. In: Zoologische Jahrbücher (Physiologie). Band 37, 1919, S. 1–238.
- Über die „Sprache“ der Bienen. Eine tierpsychologische Untersuchung. In: Zoologische Jahrbücher (Physiologie). Band 40, 1923, S. 1–186.
- Aus dem Leben der Bienen. Springer, Berlin 1927; 9. Auflage 1977, ISBN 3-540-08212-3; 10. Auflage 1993 (= Verständliche Wissenschaft. Band 1), ergänzt und bearbeitet von Martin Lindauer, ISBN 3-540-56763-1.
- mit Hans Stetter: Untersuchungen über den Sitz des Gehörsinns bei der Elritze. In: Zeitschrift für vergleichende Physiologie. Band 17, 1932, H. 4, S. 686–801, DOI:10.1007/BF00339067.
- Über den Geschmackssinn der Biene. In: Zeitschrift für vergleichende Physiologie. Band 21, 1934, H. 1, S. 1–156, DOI:10.1007/BF00338271.
- Du und das Leben. Eine moderne Biologie für Jedermann. Deutscher Verlag, Berlin 1936; 19. Auflage. Ullstein, Frankfurt am Main 1974, ISBN 3-550-06400-4.
- Zehn kleine Hausgenossen. Heimeran, München 1940; 6. Auflage: Zwölf kleine Hausgenossen. Rowohlt, Reinbek 1976, ISBN 3-499-16966-5.
- Über einen Schreckstoff der Fischhaut und seine biologische Bedeutung. In: Zeitschrift für vergleichende Physiologie. Band 29, 1941, H. 1/2, S. 46–145, DOI:10.1007/BF00304445.
- Die Tänze der Bienen. In: Österreichische Zoologische Zeitschrift. Band 1, 1948, S. 1–48 (zobodat.at [PDF]).
- Die Polarisation des Himmelslichtes als orientierender Faktor bei den Tänzen der Bienen. In: Experientia. Band 5 (1949), S. 142–148.
- Die Sonne als Kompaß im Leben der Bienen. In: Experientia. Band 6 (1950), S. 210–221.
- Erinnerungen eines Biologen. Springer, Berlin/Göttingen/Heidelberg 1957 (Autobiographie).
- Das kleine Insektenbuch. Mit 22 farbigen Bildtafeln nach Aquarellen von Uwe Bangert. Insel, Frankfurt am Main 1961 (Geleitwort und Erläuterungen).
- Tanzsprache und Orientierung der Bienen. Springer, Berlin/Heidelberg/New York 1965.
- Tiere als Baumeister. Unter Mitarbeit von Otto von Frisch. Ullstein, Frankfurt am Main 1974, ISBN 3-550-07028-4.